# Georgios Orfanidis

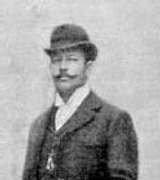
Georgios Orphanidis (1897)

Georgios Orfanidis (griechisch Γεώργιος Ορφανίδης, * 1859 in İzmir; † 1942) war ein griechischer Sportschütze.
Orfanidis gewann bei den I. Olympischen Sommerspielen der Neuzeit 1896 in Athen den Wettbewerb im Schießen über 300 Meter mit dem Militärgewehr. Im Pistolenschießen wurde er hinter seinem Landsmann Ioannis Frangoudis Zweiter. Außerdem nahm Orfanidis auch im 200-Meter-Wettbewerb mit dem Militärgewehr teil, wurde hier jedoch nur Fünfter.
Zehn Jahre später beteiligte sich Orfanidis an den Olympischen Zwischenspielen, die wiederum in Athen stattfanden. Dort gewann er den Wettbewerb im 50-Meter-Pistolenschießen.